# Аптека под орлом
Аптека под орлом (пол. Apteka Pod Orłem) — единственная аптека, действовавшая на территории Краковского гетто. В настоящее время филиал Краковского исторического музея. Находится на площади Героев Гетто, 18.

## История
С 1940 по 1943 год аптека находилась на территории Краковского гетто. Аптека находилась в собственности Тадеуша Панкевича — единственного поляка, проживавшего в Краковском гетто. Аптека была конспиративным местом, через которое польское подполье связывалось с еврейским движением сопротивления в Краковском гетто.
После войны Тадеуш Панкевич написал книгу «Apteka w getcie krakowskim» (Аптека в Краковском гетто). Аптека упоминается в фильме «Список Шиндлера». Режиссёр фильма «Список Шиндлера» Стивен Спилберг в 2004 году поддержал финансовым образом деятельность аптеки, за что удостоился звания «Покровитель культуры в Кракове».

## Музей
В настоящее время Аптека под орлом является филиалом Краковского исторического музея, и в ней демонстрируется выставка «Аптека в Краковском гетто», посвящённая жизни евреев в гетто, роли фармацевта Тадеуша Панкевича в подпольной деятельности и значению аптеки во время оккупации города.